# 瓦片阵列

瓦片阵列应用中覆盖基因组两种方法的对比。

瓦片阵列（英語：Tiling array，亦称为覆瓦阵列）是微阵列芯片中的一种子类型。类似于传统微阵列，瓦片阵列通过将标记的DNA或RNA靶分子杂交到固定在固体表面上的探针而发挥作用。
瓦片阵列与传统微阵列之间的不同之处在于探针的性质：瓦片阵列的探针并不是对散列在整个基因组中的已知或预测基因的序列进行探测，而是对连续区域内存在的已知序列进行密集地探测。这有助于表征已测序但功能却知之甚少的区域。瓦片阵列可用于：辅助转录物组作图、发现DNA/蛋白质相互作用（ChIP-chip和DamID）位点、DNA甲基化（MeDIP-chip）位点、DNA酶敏感（DNase Chip）位点及阵列比较基因组杂交。瓦片阵列除了可以检测之前未鉴定的基因及调控序列，还可能对转录产物进行深度定量。被称为“特征”的瓦片阵列单位中，特异性探针的拷贝数可上数百位（而在传统阵列中仅有少数几个），而密布在每张阵列上的特征数则在10,000到大于6,000,000个之多。可以通过调节探针与探针之间重叠的序列多少、探针序列间已知碱基的数量或探针长度而达到改变作图分辨率的目的。对于如拟南芥这样较小的基因组，瓦片阵列甚至可对全基因组进行探测。瓦片阵列是全基因组关联分析中应用的有力方法。